# Fontaines-d'Ozillac
Fontaines-d'Ozillac é uma comuna francesa na região administrativa da Nova Aquitânia, no departamento de Charente-Maritime. Estende-se por uma área de 13,87 km². Em 2010 a comuna tinha 527 habitantes (densidade: 38 hab./km²).